# Aega webbii
Aega webbii là một loài chân đều trong họ Aegidae. Loài này được Guérin-Méneville miêu tả khoa học năm 1836.